# Thorsten Kirschbaum
Thorsten Kirschbaum (ur. 20 kwietnia 1987 w Würzburgu) – niemiecki piłkarz grający na pozycji bramkarza w klubie Bayer 04 Leverkusen. Rozegrał 7 meczów w reprezentacji Niemiec U-21.